# Hermann Wucherpfennig
Hermann Wucherpfennig (27. Juni 1884 in Mühlhausen/Thüringen – 29. August 1969 in Karlsruhe) war ein deutscher Opernsänger der Stimmlage Bass und Gesangspädagoge. Er war mit der Sängerin Irma Raven (1880–1971) verheiratet.
Der Sänger und seine Frau zählten zu den vertriebenen Künstlern, die während des NS-Regimes im Exil leben mussten.

## Leben und Werk
Wucherpfennig studierte zunächst Philologie und promovierte auch in diesem Fach, mit einer Arbeit über den weitgehend vergessenen Barockkomponisten Johann Friedrich Agricola. Zugleich nahm er jedoch auch Gesangsunterricht beim Bassisten Rudolf von Milde in Dessau und bei V. Moratti in Berlin. Seine Karriere begann mit einem Engagement am Hoftheater von Dessau von 1905 bis 1909. Drei Sommer lang war er bei den Bayreuther Festspielen verpflichtet, 1908 und 1909 im Chor, 1911 im Chor und als Nachtwächter in den Meistersingern von Nürnberg. Ab 1909 war er drei Spielzeiten lang am Stadttheater Nürnberg engagiert, die folgenden vier Spielzeiten am Opernhaus Düsseldorf und schließlich ab 1916 sechs Spielzeiten hindurch an der Städtischen Oper Berlin-Charlottenburg. Im traditionsreichen Haus trat er in zentralen Verdi- und Wagner-Partien auf, übernahm den Crespel in Hoffmanns Erzählungen und den Tommaso in Tiefland, war aber auch in komischen Opern zu erleben, beispielsweise in dem heute nicht mehr gespielten Glöckchen des Eremiten von Aimé Maillart.
Der Sänger gastierte 1920 an der Staatsoper Unter den Linden in Berlin, unternahm 1924 eine umfassende Südamerika-Tournee und wurde auch zu Gastspielen in Norwegen und Ungarn eingeladen. Von 1922 bis 1931 gehörte er dem Ensemble des Staatstheaters Karlsruhe an und leitete in Karlsruhe auch gemeinsam mit seiner Frau eine Gesangsschule. 1932 wurde er als Professor für Gesang und als Nachfolger von Margarete Netke-Löwe an die Kaiserliche Musikakademie in Tokio verpflichtet. Er trat auch in Japan als Gesangssolist auf. Gemeinsam mit Maria Toll gab er eine Sammlung deutscher Arien heraus. Am 16. November 1934 berichtete die deutsche Botschaft von Tokyo, die Herausgeber hätten damit „zur Festigung des deutschen Einflusses im japanischen Musikleben“ beigetragen. Die Einschätzung der Botschaft änderte sich 1943, als sie Kenntnis erlangte, dass der Sänger mit einer sogenannten „Volljüdin“ verheiratet war. Plötzlich wurde er zum „Musiker deutscher Staatsangehörigkeit, an deren Berufsausübung die Deutsche Botschaft kein Interesse hat“. Aufgrund der deutschen Intervention verlor er 1944 seine Stellung an der Kaiserlichen Musikakademie.
Wucherpfennig wurde 1946 wieder an der Musikakademie angestellt, wechselte ein halbes Jahr später zur Musashino Academia Musicae und blieb bis 1953 in Japan. 1960 kehrte er noch einmal nach Japan zurück, um die Oper Martha aufzuführen.
Seine Ehefrau, Irma Raven, die auch als Irma Rapport auftrat, war Opern- und Konzertsopranistin. Geboren 1880 in Gleiwitz, war sie in der Spielzeit 1907/08 in Trier engagiert und danach drei Spielzeiten lang am Stadttheater Nürnberg. In der Folge gastierte sie mehrfach. Die Heirat erfolgte 1912. Auch die Ehefrau wirkte in Tokyo als Lehrerin für Sologesang, allerdings an der Musashino Academia Musicae. Das betagte Ehepaar kehrte nach Deutschland zurück. Irma Wucherpfennig starb ebenfalls in Karlsruhe, eineinhalb Jahre nach ihrem Ehemann.

## Opernrepertoire (Auswahl)

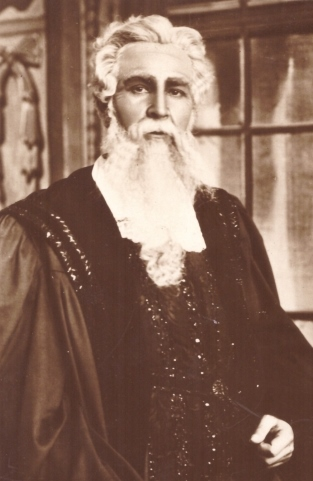
Hermann Wucherpfennig
als Komtur in Mozarts Don Juan

Das Rollenverzeichnis wurde aufgrund des Eintrags in Kutsch/Riemens erstellt.
Ur- und Erstaufführungen
- Theodor Körner von Alfred Kaiser, 25. November 1912, Düsseldorf (UA)
- Die drei Masken von Isidore de Lara, 1913, Düsseldorf (DEA)
- Der Jungbrunnen von Bernhard Schuster, 1920, Karlsruhe (UA)
- Der Friedensengel von Siegfried Wagner, 4. März 1926, Karlsruhe (UA)

Repertoire
| d’Albert: - Tommaso in Tiefland Beethoven: - Rocco in Fidelio Flotow: - Plumkett in Martha Händel: - Titelpartie in Tamerlano Meyerbeer: - Marcel in Die Hugenotten Mozart: - Komtur in Don Giovanni - Sarastro in der Zauberflöte Nicolai: - Falstaff in Die lustigen Weiber von Windsor |  | Offenbach: - Crespel in Hoffmanns Erzählungen Rossini: - Basilio in Barbier von Sevilla Verdi: - Ferrando im Troubadour - König Philipp II. im Don Carlos - Ramphis in Aida Wagner: - Daland in Der fliegende Holländer - Landgraf im Tannhäuser - Pogner und Nachtwächter in Die Meistersinger von Nürnberg - Titurel im Parsifal |

## Gedenken

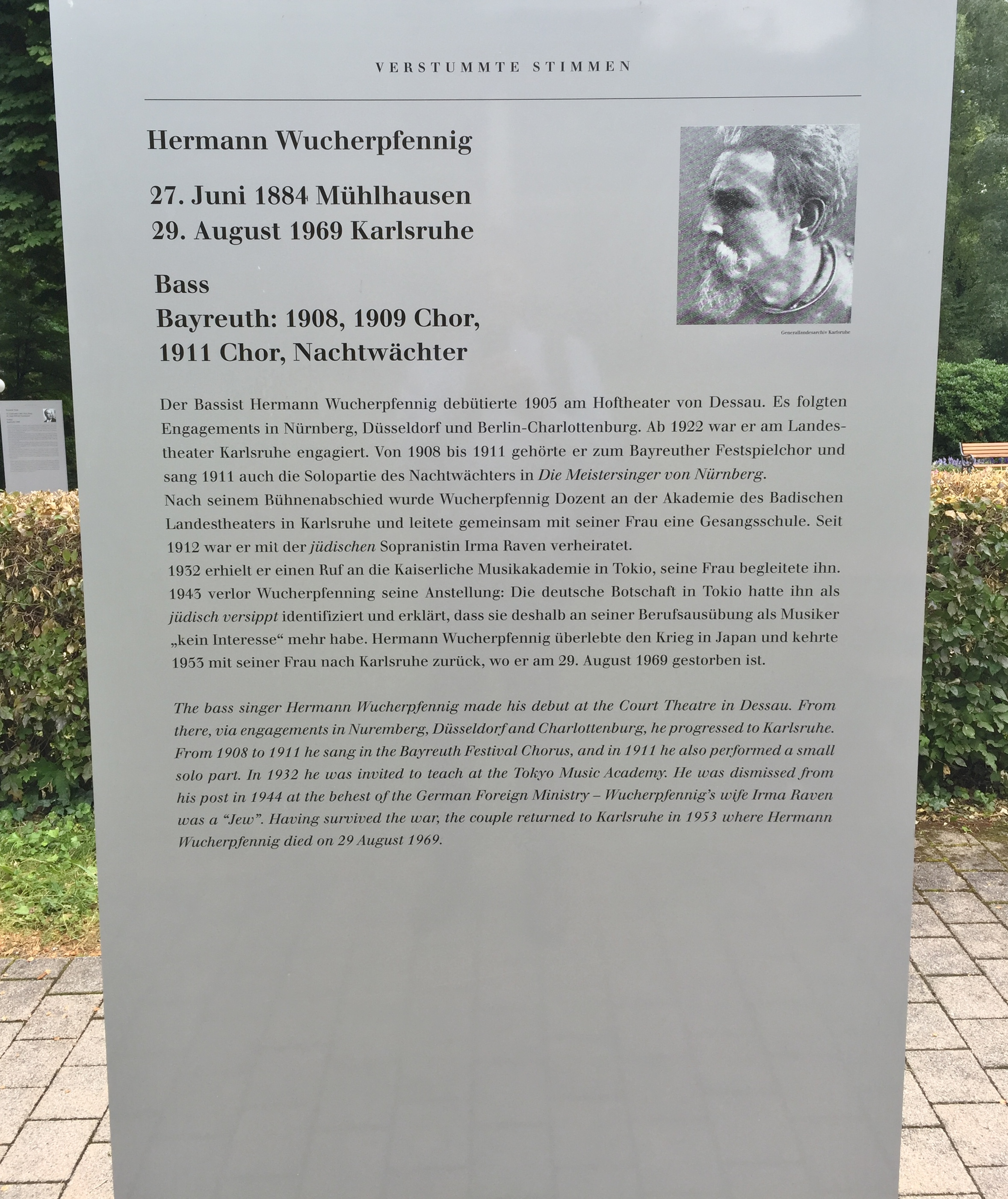
Gedenktafel für Hermann Wucherpfennig in Bayreuth

Im Park nahe dem Festspielhaus Bayreuth wurde eine Gedenktafel mit einem Text aus dem Buch Verstummte Stimmen errichtet.

## Dissertation
- Johann Friedrich Agricola, Sein Leben und seine Werke, Universität Berlin 1922 (ungedr.)